# Welterbe in Costa Rica

Zum Welterbe in Costa Rica gehören (Stand 2017) vier UNESCO-Welterbestätten, darunter eine Stätte des Weltkulturerbes und drei Stätten des Weltnaturerbes. Costa Rica hat die Welterbekonvention 1977 ratifiziert, die erste Welterbestätte wurde 1983 in die Welterbeliste aufgenommen. Die bislang letzte Welterbestätte wurde 2014 eingetragen.

## Welterbestätten
Die folgende Tabelle listet die UNESCO-Welterbestätten in Costa Rica in chronologischer Reihenfolge nach dem Jahr ihrer Aufnahme in die Welterbeliste (K – Kulturerbe, N – Naturerbe, K/N – gemischt, (R) – auf der Roten Liste des gefährdeten Welterbes).
| Bild                                                              | Bezeichnung                                                       | Jahr | Typ | Ref. | Beschreibung                                                                                      |
| ----------------------------------------------------------------- | ----------------------------------------------------------------- | ---- | --- | ---- | ------------------------------------------------------------------------------------------------- |
| Reservate Talamanca-Gebiet – La Amistad / Nationalpark La Amistad | Reservate Talamanca-Gebiet – La Amistad / Nationalpark La Amistad | 1983 | N   | 205  | umfasst das Talamanca-Gebirge und den Nationalpark La Amistad in Panama                           |
| Nationalpark Kokosinsel                                           | Nationalpark Kokosinsel (Lage)                                    | 1997 | N   | 820  |                                                                                                   |
| Schutzgebiet Guanacaste                                           | Schutzgebiet Guanacaste                                           | 1999 | N   | 928  | Umfasst die Nationalparks Santa Rosa, Guanacaste und Rincón de la Vieja in der Provinz Guanacaste |
| Präkolumbianische Siedlungen und Steinkugeln der Diquis           | Präkolumbianische Siedlungen und Steinkugeln der Diquis           | 2014 | K   | 1453 | Siedlungen der Diquís-Kultur mit den für diese Kultur charakteristischen Steinkugeln              |

## Tentativliste
In der Tentativliste sind die Stätten eingetragen, die für eine Nominierung zur Aufnahme in die Welterbeliste vorgesehen sind.

### Aktuelle Welterbekandidaten
Derzeit (2016) ist eine Stätte in der Tentativliste von Costa Rica eingetragen, die Eintragung erfolgte 2003. Die folgende Tabelle listet die Stätten in chronologischer Reihenfolge nach dem Jahr ihrer Aufnahme in die Tentativliste.
| Bild                   | Bezeichnung                                                        | Jahr | Typ | Ref. | Beschreibung                                                                         |
| ---------------------- | ------------------------------------------------------------------ | ---- | --- | ---- | ------------------------------------------------------------------------------------ |
| Nationalpark Corcovado | Biologisches Schutzgebiet Nationalpark Corcovado und Isla del Caño | 2003 | N   | 1795 | umfasst den Nationalpark Corcovado (Lage) mit der dazugehörigen Isla del Caño (Lage) |

### Ehemalige Welterbekandidaten
Diese Stätten standen früher auf der Tentativliste, wurden jedoch wieder zurückgezogen oder von der UNESCO abgelehnt. Stätten, die in anderen Einträgen auf der Tentativliste enthalten oder Bestandteile von Welterbestätten sind, werden hier nicht berücksichtigt.
| Bild                                                  | Bezeichnung                                           | Jahr      | Typ | Ref. | Beschreibung                               |
| ----------------------------------------------------- | ----------------------------------------------------- | --------- | --- | ---- | ------------------------------------------ |
| (weitere Bilder)                                      | Kirche von Nikoya (Lage)                              | 1980–1980 | K   |      |                                            |
| (weitere Bilder)                                      | Kirche von Orosi (Lage)                               | 1980–1980 | K   |      |                                            |
| (weitere Bilder)                                      | Nationalmonument in San José (Lage)                   | 1980–1980 | K   |      | Nationaldenkmal in der Hauptstadt San José |
| (weitere Bilder)                                      | Nationaltheater von Costa Rica (Lage)                 | 1980–1980 | K   |      |                                            |
| (weitere Bilder)                                      | Ruinen von Ujarrás (Lage)                             | 1980–1981 | K   |      |                                            |
| Hacienda Santa Rosa                                   | Hacienda Santa Rosa (Lage)                            | 1980–1981 | K   |      |                                            |
| Archäologischer Nationalpark von Guayabo de Turrialba | Archäologischer Nationalpark von Guayabo de Turrialba | 1980–1984 | K   |      |                                            |
|                                                       | Eisenbahnregion San José Limón                        | 1994–1996 | K   |      |                                            |